# Челиос, Джейк
Джейк Челиос (англ. Jake Chelios; род. 8 марта 1991, Чикаго) — американский и китайский хоккеист, защитник. Сын американского хоккеиста Криса Челиоса, младший брат хоккеиста Дина Челиоса. 

## Карьера
В 2010 году Джейк Челиос поступил в университет штата Мичиган, где начал выступать за университетскую команду. После окончания университета, так и не попав на драфт НХЛ, Челиос, в основном, выступал за команды хоккейной лиги восточного побережья (ECHL) и Американской хоккейной лиги (AHL). Летом 2018 года игрок попал в систему клуба «Детройт Ред Уингз», в составе которого дебютировал в НХЛ 29 марта 2019 года в матче против «Нью-Джерси Девилз». Всего в сезоне 2018/2019 Челиос провёл 5 матчей в составе «Ред Уингз» и результативными действиями не отметился. Большую часть времени хоккеист провёл в составе фарм-клуба «Детройта» — «Гранд-Рапидс Гриффинс». После окончания годичного контракта с «Ред Уингз» Джейк Челиос принял решение покинуть Америку и впервые в карьере попробовать себя в Европе.
В мае 2019 года игрок подписал контракт с китайским хоккейным клубом «Куньлунь Ред Стар» и, как признался сам хоккеист, переход в «Куньлунь» — новый для него вызов и счастье стать частью развития хоккея в Китае. 3 сентября 2019 года Челиос дебютировал в КХЛ в домашнем матче против уфимского «Салавата Юлаева». 19 сентября 2019 года в матче против екатеринбургского «Автомобилиста» Челиос стал автором результативной передачи, тем самым заработав своё первое персональное очко в лиге, а уже в следующей игре — против «Авангарда», которая состоялась через три дня, забросил свою первую шайбу в составе «Куньлуня».